# François Parisien
François Parisien, né le 27 avril 1982 à Montréal, est un ancien coureur cycliste canadien. Il a notamment été champion du Canada sur route en 2005.

## Biographie
Champion du Canada sur route en 2005, François Parisien intègre l'année suivante l'équipe américaine TIAA-CREF de Jonathan Vaughters, qui devient Slipstream en 2007. En 2008, il rejoint l'équipe Symmetrics puis en cours de saison est recruté par R.A.C.E. Pro. Cette équipe change ensuite de nom et devient Planet Energy en 2009, puis SpiderTech-Planet Energy en 2010 et SpiderTech-C10 depuis 2011.
En 2012, François Parisien remporte le Tour of Elk Grove et se classe dixième du Grand Prix de Québec, course de l'UCI World Tour. En septembre, il forme avec Ryder Hesjedal, vainqueur du Tour d'Italie, Svein Tuft et David Veilleux l'équipe canadienne qui dispute la course en ligne des championnats du monde sur route. Il en prend la 110e place.
Recruté en 2013 par l'équipe UCI World Tour Argos-Shimano, Parisien remporte une course à ce niveau, la cinquième étape du Tour de Catalogne. En fin d'année, il annonce l'arrêt de sa carrière professionnelle.

## Palmarès et classements mondiaux

### Palmarès
- 2000
  - 2e du championnat du Canada du contre-la-montre juniors
  - 3e du championnat du Canada du critérium juniors
- 2001
  - 2e du championnat du Canada du contre-la-montre espoirs
- 2002
  - 2e de l'Étoile de Tressignaux
  - 2e du championnat du Canada du contre-la-montre espoirs
- 2004
  - 2e du championnat du Canada sur route espoirs
  - 2e du Circuit des Trois Provinces
  - 3e du Tour du Lot-et-Garonne
- 2005
  -  Champion du Canada sur route
- 2008
  - Classement général de la Green Mountain Stage Race
- 2009
  - 7ea étape du Tour de Cuba
  - 2e du Tour de Cuba
- 2010
  - 2e étape du Tour du Mexique
- 2012
  - Classement général du Tour of Elk Grove
  - 10e du Grand Prix cycliste de Québec
- 2013
  - 5e étape du Tour de Catalogne

### Classements mondiaux
| Année            | 2006 | 2007 | 2008 | 2009 | 2010 | 2011 | 2012 | 2013 |
| ---------------- | ---- | ---- | ---- | ---- | ---- | ---- | ---- | ---- |
| UCI World Tour   |      |      |      |      |      |      |      | 164e |
| UCI America Tour |      | 159e | 102e | 44e  | 126e | 385e | 7e   |      |
| UCI Europe Tour  | 829e |      |      |      |      |      | 466e |      |